# Тринклер, Николай Петрович
Николай Петрович Тринклер (7 [19] ноября 1859, Санкт-Петербург — 10 августа 1925, Евпатория) — российский и советский хирург, учёный и педагог.

## Биография

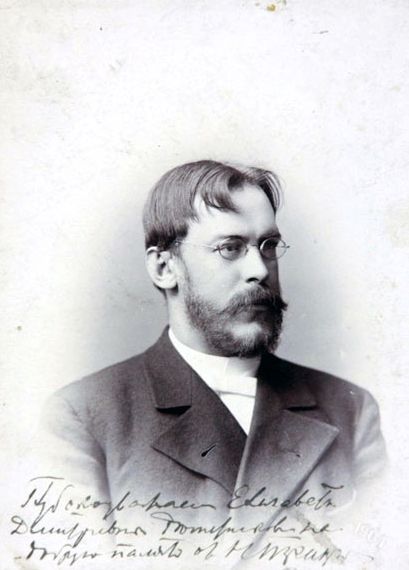
Н. П. Тринклер

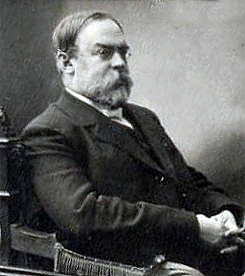
Н. П. Тринклер. 1911 г.

Родился 7 (19) ноября 1859 года в Санкт-Петербурге; отец — мелкий служащий нем. Peter Nikolai Trinkler, из прибалтийских немцев.
Получил начальное образование в частной немецкой школе. Затем семья переехала из столицы на юг империи. В 1877 году Николай Тринклер с золотой медалью окончил Симферопольскую мужскую казённую гимназию. У него было желание продолжить учебу на историко-филологическом факультете Дерптского университета. Однако родители настояли на поступлении на медицинский факультет Императорского Харьковского университета. После завершения университетского курса в 1884 году, он получил сразу два предложения продолжить научную работу, поступившие от кафедры патологической анатомии и из факультетской хирургической клиники.
По совету своего учителя В. П. Крылова, он выбрал хирургию и получил 22 февраля 1885 года должность ординатора университетской хирургической клиники, где работал под руководством известного хирурга, профессора В. Ф. Грубе.
В 1889 году после защиты докторской диссертации «К хирургии поперечных переломов надколенника», получил должность приват-доцента университета. В это же время совершенствовался в клинике Э. Бергманна, после чего одним из первых в Харькове ввёл в клиническую практику асептический метод. В 1906 году он открыл частную больницу на 75 коек, помещение для которой на улице Чернышевской, безвозмездно передал Тринклеру профессор А. Г. Подрез.
С 19 марта 1905 года — экстраординарный, а с 10 июня 1910 года — ординарный профессор Харьковского университета на кафедре хирургической патологии и терапии; с 4 ноября 1913 года — заведующий факультетской хирургической клиникой. С 1 января 1913 года — действительный статский советник, в 1910 году получил орден Св. Анны 3-й степени.
С 1921 года Н. П. Тринклер — профессор Харьковского медицинского института.
Он был одним из основателей Общества российских хирургов, возглавлял редколлегию журнала «Врачебное дело». Член Нобелевского комитета.
Н. П. Тринклер — автор около восьмидесяти научных трудов. Наиболее крупные работы посвящены вопросам онкологии (об исследовании крови у онкологических больных, о механических причинах возникновения рака). Совместно с Б. Г. Пржевальским и С. В. Коршуном опубликовал монографию о роли воспалительных процессов в этиологии рака. Одной из его крупных работ, имевших важное практическое значение, стала монография «Основы современного лечения ран» (Харьков, 1926). Он также исследовал проблемы этиологии, патогенеза и хирургического лечения тромбофлебита.
Неожиданно умер 10 августа 1925 года, находясь на отдыхе в Евпатории. Похоронили его в Харькове, рядом с могилой его учителя В. Ф. Грубе — на 2-м харьковском кладбище. Сразу же после смерти его именем были названы улица, на которой располагалась факультетская хирургическая клиника, сама клиника, а также больница на улице Чернышевской — это бывшая частная больница Тринклера, которую он после революции 1917 года передал государству и она была переименована в «больницу Красного Креста», а затем получила название 29-й советской больницы (теперь в этом здании располагается институт дерматологии и венерологии). Имя Тринклера из названий медицинских учреждений исчезло, но осталось в наименовании улицы Харькова.
Его жена с 2 ноября 1890 года — Надежда Викторовна Потресова (1872—1962); была похоронена в одной могиле с мужем. Детей у них не было.